# Player One (roman)
Pour les articles homonymes, voir Player One.
« Ready Player One » redirige ici.  Pour le film de Steven Spielberg, voir Ready Player One.
Player One (titre original : Ready Player One) est un roman de science-fiction écrit par Ernest Cline et édité par Random House en 2011,. Les éditions Michel Lafon ont publié en 2013 sa traduction en français. En 2018, le roman est réédité en français sous son titre original, Ready Player One, alors que sort, sous le même titre, un film à gros budget réalisé par Steven Spielberg.
Premier roman de l'auteur, best-seller dès sa sortie, Player One a obtenu le prix Prometheus 2012 du meilleur roman de science-fiction d'esprit libertarien publié aux États-Unis. Écrit par un geek assumé, il regorge de références à une certaine culture pop des années 1980 et au-delà (super-héros, robots, films de SF, jeux vidéo, etc.).
L'action se déroule en 2045. Le monde réel étant insoutenable, le jeune Wade se réfugie dans un monde virtuel, l'OASIS, un jeu planétaire excitant et addictif. Il est de plus ruineux si l'on veut acquérir les accessoires, armes et autres, indispensables pour gagner la partie et le prix ultime pour tout rembourser et, même, survivre hors du jeu. Parzival, l'avatar de Wade, s'y emploie.

## Toile de fond
Dans un futur proche, le monde est en proie à de nombreux périls : crise énergétique, désastres causés par le changement climatique, famines, pauvreté, guerre, etc. Dans ce monde chaotique, l'OASIS est un système mondial de réalité virtuelle, accessible par l'intermédiaire d'une visière sans fil et de dispositifs haptiques tels que des gants, conçu à l'origine comme un jeu de rôle en ligne massivement multijoueur (MMORPG) mais qui est devenu, au fil des années, une société virtuelle utilisée par toute l'humanité qui lui sert d'exutoire. Son créateur, James Halliday, est devenu ainsi l'un des hommes les plus riches au monde. Immédiatement après son décès, une vidéo est diffusée dans laquelle il apparaît, expliquant qu'il a légué son immense fortune ainsi que sa société, Gregarious Simulation Systems (GSS), à la personne qui réussira à trouver un easter egg (« œuf de Pâques ») caché dans l'OASIS.
Le livre se déroule cinq années après cette annonce et narre l'histoire de Wade Watts, un homme de dix-huit ans, dans ses aventures pour trouver trois clés disséminées dans l'OASIS et qui sont le préalable à la découverte de l'œuf.

## Résumé
Wade Watts est un adolescent vivant chez sa tante dans une « pile », un empilement vertical de caravanes situé dans un quartier pauvre d'Oklahoma City. Il passe tout son temps dans une cachette située non loin de la caravane de sa tante, connecté à l'univers virtuel de l'OASIS. Il s'y déplace sous l'apparence d'un avatar, utilisant les pseudonymes Wade3 lorsqu'il étudie au sein de son établissement scolaire et Parzival en dehors. Durant tout son temps libre, Wade est Parzival, un « chassœuf », nom donné à tous les avatars qui cherchent l'œuf caché par Halliday, plus connu sous son pseudonyme d'Anorak. Ils consacrent leur vie à l'étude de l'Almanach d'Anorak, un journal regroupant toutes les notes prises tout au long de sa vie par Halliday à propos des films, romans de science-fiction et de fantasy, musiques, jeux de rôle et jeux vidéo qui l'ont marqué, tous issus de la culture des années 1970-1980. Cinq années après le début de la recherche de l’œuf, durant un cours de latin, Wade comprend que la première clé, celle de cuivre, est située sur Ludus, la planète virtuelle sur laquelle se trouvent tous les établissements scolaires en ligne, dans une reconstitution du module Tomb of Horrors (en) pour Donjons et Dragons. Disposant des plans de ce module, Parzival se rend dans la crypte d'Acérérak, une liche surpuissante qui lui propose un affrontement dans le jeu vidéo Joust, qu'il connaît parfaitement car ce jeu apparaît dans l'Almanach d'Anorak. Il parvient à le vaincre et se voit décerner en récompense la fameuse clé de cuivre. Il apparaît alors dans le tableau des meilleurs scores, attirant sur lui l'attention du monde entier. Juste avant de quitter la reconstitution du module Tomb of Horrors, Parzival rencontre Art3mis, une chasseuse et blogueuse célèbre, qui a trouvé le lieu cinq semaines auparavant mais n'est jamais parvenue à vaincre Acérérak dans le jeu Joust. Wade est tout heureux de la rencontrer car il est fan de ses publications sur son blog. Après une longue discussion, il quitte les lieux, non sans avoir auparavant donné un conseil à la chasseuse pour l'aider à vaincre Acérérak.
En plus des dix mille points octroyés par sa découverte, la clé est ornée de deux phrases gravées sur elle, donnant ainsi un indice pouvant permettre à son possesseur de découvrir le portail qu'elle ouvre. Parzival comprend immédiatement que le portail se trouve sur la planète Middletown et il s'y rend dans la foulée. Afin d'accéder au portail, Parzival doit terminer le jeu vidéo Dungeons of Daggorath (en) puis jouer le rôle tenu par Matthew Broderick dans le film Wargames, ce qu'il réalise sans trop de difficultés. Il se voit alors accorder cent mille points de plus et une énigme lui est dévoilée pour trouver la clé de jade. Peu de temps après, Art3mis parvient également à ouvrir le portail, suivie ensuite par Aech, le meilleur ami de Parzival auquel ce dernier a également donné un indice. Sa nouvelle notoriété permet dorénavant à Wade de gagner sa vie en associant le nom de son avatar, Parzival, à des produits virtuels. Nolan Sorrento, directeur des opérations chez Innovative Online Industries (IOI), une multinationale qui sert de fournisseur d'accès à Internet dans la plupart des pays du monde et désireuse de prendre le contrôle de l'OASIS et de le monétiser, tente de recruter Parzival pour les aider à trouver l’œuf de Halliday. Parzival, qui comme la plupart des chassœufs exècre IOI et sa foule d'employés, appelés « Sixers », destinés à la recherche de l’œuf, refuse avec véhémence. Sorrento promet alors au jeune homme de faire exploser la caravane de sa tante s'il refuse sa proposition. Wade tombe des nues, l'anonymat dans l'OASIS étant garanti pour tous. Ne pouvant croire que Sorrento mette sa menace à exécution et protégé qu'il est dans sa cachette d'où il se connecte à l'OASIS, non loin de son logement, Wade refuse encore. Il entend alors peu après une grande déflagration et, en s'approchant du lieu d'où provient ce vacarme, il s'aperçoit avec effroi que la pile de caravanes dans laquelle se situe celle de sa tante a explosé, tuant toutes les personnes qui y vivaient.
Sans domicile mais disposant maintenant de moyens financiers importants, Wade se rend à Columbus dans l'Ohio, tout près des serveurs de l'OASIS, où il trouve une chambre qu'il loue sous le pseudonyme de Bryce Linch, une identité qu'il a créé de toutes pièces à la suite de l'achat de mots de passe et de procédures d'accès à la banque de données de l'état civil américain. Il dévoile ensuite la tentative d'assassinat de Sorrento à Art3mis et Aech, ainsi qu'à Daito et Shoto, deux chassœufs japonais qui ont franchi le premier portail en quatrième et cinquième position. Chacun des chassœeufs désirant ardemment trouver seul l’œuf, une alliance entre les cinq chasseurs n'est pas possible. Néanmoins, Parzival, qui a le béguin pour Art3mis, parvient à la persuader de passer du temps avec lui dans l'OASIS, au détriment d'Aech avec qui les rapports deviennent plus distants. Invités avec Art3mis à l'anniversaire d'Ogden Morrow, ami d'enfance de James Halliday et coinventeur avec lui de l'OASIS, ils échappent lors de la réception à une tentative d'assassinat perpétrée par de nombreux sixers. À la suite de cela, Art3mis refuse tout rapport avec Parzival. Cinq mois après la découverte de la clé de cuivre, personne n'a trouvé la clé de jade et Parzival se retrouve isolé, séparé d'Art3mis et d'Aech.
Six mois ont passé et nul n'a réussi à trouver la clé de jade. Parzival s'est acheté dans l'OASIS un planétoïde qu'il a baptisé du nom de Falco et sur lequel il s'est construit une forteresse abritant son centre de commandement et sa maison. Les règles de l'OASIS empêchent quiconque d'entrer dans le monde personnel d'un avatar tant qu'il n'en a pas reçu l'autorisation par son propriétaire ; Parzival possède ainsi un sanctuaire, le seul endroit dans toute la simulation où il est vraiment en sécurité. C'est dans sa forteresse que Parzival apprend en regardant le tableau des meilleurs scores que la clé de jade a été trouvée, par Art3mis ! Quelques heures plus tard, Nolan Sorrento ainsi que plusieurs sixers ont également réussi cet exploit, utilisant sûrement la tablette Fyndoro, un artefact magique, pour localiser Art3mis et ainsi pouvoir trouver plus facilement le lieu où la clé de jade se trouve. Les sixers s'étant déplacés en masse, désormais tous les chassœufs possèdent également cette information. Parzival arrive à la conclusion que la clé se trouve sur la planète Archaïde. Il s'y précipite mais ne parvient pas à la localiser. Par contre, il déniche une borne d'arcade du jeu Pac-Man qui, à l'inverse des vraies bornes d'arcade de ce jeu, conserve les meilleurs scores ; le meilleur étant en l’occurrence un score quasiment maximal. Parzival réussit la partie parfaite et bat donc ce meilleur score ; il obtient en récompense une pièce de vingt-cinq cents. Il reçoit peu après un message d'Aech qui a réussi auparavant à trouver la clé de jade et qui lui donne un indice pour faire de même. Grâce à lui, Parzival se rend sur la planète Frobozz, proche d'Archaïde, sur laquelle se trouve une reproduction détaillée du jeu d'aventure textuel Zork. Parzival parvient à terminer le jeu et reçoit ainsi la clé de jade. Tout comme sur la clé de cuivre, un indice est gravé dessus. Art3mis, Parzival et Aech sont les trois premiers au tableau des meilleurs scores, bientôt suivis par Nolan Sorrento puis Shoto. Le nom de Daito disparaît ensuite du tableau, signifiant ainsi que cet avatar vient de mourir. Une multitude de sixers apparaissent ensuite dans le tableau, puis Nolan Sorrento y prend la première place en parvenant à passer le deuxième portail. Deux jours après, Sorrento trouve la troisième clé, la clé de cristal. Shoto prend ensuite contact avec Parzival et lui annonce ce n'est pas uniquement l'avatar Daito qui est mort : des sixers ont infiltré dans la vraie vie l'appartement de Daito et l'ont jeté par-dessus le balcon au quarante-troisième étage.
Un peu plus tard, Parzival comprend que l'indice gravé sur la clé de jade mène à la planète Axrenox sur laquelle se trouve une réplique du Tyrell Building, l'immeuble abritant le siège de la société Tyrell Corporation, au centre du film Blade Runner. Il y trouve l'appareil du test de Voight-Kampff qui, une fois la clé de jade insérée dans une serrure, fait apparaître le deuxième portail. En le traversant, il est transporté dans une salle de jeu dans laquelle se trouve une borne d'arcade du jeu Black Tiger. Parzival est happé par la borne d'arcade et se retrouve à jouer à Black Tiger sous la forme d'un personnage dans la même perspective que dans un jeu de tir à la première personne. Une fois le jeu terminé avec succès, Parzival se retrouve dans la salle de jeu et peut choisir en récompense une réplique d'un robot. Il décide de choisir la réplique de trente centimètres de Leopardon, un robot issu de Supaidaman, une série télévisée japonaise des années 1970. La borne le ramène ensuite dans le Tyrell Building d'où Parzival repart pour se rendre sur la planète Syrinx, une référence à la chanson The Temples of Syrinx issu de l'album 2112 du groupe Rush. Parzival se rend dans le temple de Syrinx, y trouve une guitare, joue le morceau Discovery de l'album 2112 et se voit accorder pour cela une charade qui semble reliée au troisième portail. Il place ensuite la guitare sur un autel et elle se transforme alors en la troisième clé, la clé de cristal.
Tout comme les deux premières clés, la clé de cristal possède un indice gravé. Grâce à lui, Parzival se rend sur la planète Chthonia qui abrite le château d'Anorak, place forte imprenable dans laquelle vivait l'avatar de Halliday. Mais les sixers l'ont devancé et le château est désormais protégé par un bouclier généré par un puissant artefact magique. Pendant plusieurs jours, de nombreux chassœufs essayent de transpercer le bouclier mais aucun n'y parvient. Wade prend alors une décision radicale : il décide de tout mettre en œuvre pour atteindre le troisième portail, y compris au péril de sa vie. Il échafaude un plan extravagant et audacieux : se faire arrêter, sous une fausse identité, par la police d'IOI pour défaut de paiement ; se faire alors enrôler automatiquement parmi les salariés d'IOI dont la paye est entièrement prélevée pour rembourser leurs dettes ; enfin, parvenir à s'introduire de l'intérieur dans le système informatique d'IOI afin de trouver un moyen d'abattre le bouclier que les sixers ont dressé au-dessus du château d'Anorak. Tout se passe come prévu et Wade découvre que les dirigeants d'IOI connaissent la véritable identité d'Art3mis, de Shoto et de Daito, ainsi que leurs lieux d'habitations. Dans le dossier de Daito, il trouve également des preuves de son assassinat par des employés d'IOI. Enfin, il déniche une note de service signée Nolan Sorrento à l'attention du conseil de direction d'IOI préconisant l'enlèvement d'Art3mis et de Shaito dans le but de les obliger à les aider à trouver le troisième et dernier portail. Wade prévient immédiatement Art3mis et Shoto, les implorant de quitter dans l'instant leurs habitations puis de se rendre dans un lieu public afin de se reconnecter à l'OASIS. Art3mis, Aech, Shoto et Parzival se retrouvent ensuite dans le salon privé d'Aech. Parzival leur explique alors ce qu'il a trouvé et comment il y est parvenu et leur dévoile qu'il a envoyé un message à la communauté des chassœufs contenant toutes les preuves de l'assassinat de Daito et demandant à tous de se joindre à eux dès le lendemain pour affronter les sixers. À leur surprise à tous, ils sont alors rejoint par Og, l'avatar d'Ogden Morrow, le cofondateur d'OASIS, qui leur propose son aide matérielle et logistique dans cet affrontement.
Le lendemain, l'affrontement a lieu : des milliers de chassœufs se retrouvent à affronter des milliers de sixers ; Art3mis, Aech, Shoto et Parzival utilisent chacun leur robot gagné après le franchissement du deuxième portail alors que Sorrento, arrivé premier, utilise Mechagodzilla, le plus fort de tous les robots proposés. Pendant l'affrontement, un droïde d'approvisionnement, programmé à l'avance par Wade lors de son séjour parmi les employés d'IOI, fait exploser une bombe antimatière près du magicien sixer faisant fonctionner l'orbe d'Osuvox, le puissant artefact magique servant à générer le bouclier indestructible entourant le château d'Anorak. La mort du magicien entraîne la désactivation de l'orbe, ainsi que celle du bouclier. Shoto affronte ensuite le robot de Sorrento dans un duel inégal qui ne peut mener qu'à sa mort mais il permet ainsi à Art3mis, Aech et Parzival de pénétrer dans le château. Face au troisième portail qui se trouve dans son entrée, la présence des trois clés détenues par Aech, Art3mis et Parzival fait apparaître deux nouvelles serrures et les trois avatars parviennent ainsi à ouvrir le dernier portail. À cet instant, Nolan Sorrento active le cataclyste, un artefact magique détruisant tous les avatars présents dans un secteur d'OASIS, afin de les empêcher d'atteindre l'œuf. Mais Parzival, l'avatar de Wade, réapparaît peu après : il comprend que la pièce de vingt-cinq cents qu'il avait gagnée en réalisant le score parfait dans une partie de Pac-Man est en fait un artefact à usage unique conférant une vie supplémentaire à l'avatar qui le détient.
Parzival traverse le troisième et dernier portail : il se retrouve alors face à une borne d'arcade du jeu Tempest. Parvenant à battre le meilleur score, il est alors transporté au sein du film Monty Python : Sacré Graal ! dont il doit rejouer les scènes, à l'image de ce qu'il avait précédemment fait pour Wargames. Une fois cela fait, il est transporté dans une réplique du bureau de James Halliday, au sein duquel trônent de nombreux ordinateurs et consoles de jeux. Mais le seul qui fonctionne est le plus ancien, un IMSAI 8080, le même que possède Matthew Broderick dans Wargames. Le fait de parvenir à s'y connecter remet en fonctionnement tous les autres ordinateurs de la pièce. Parzival se précipite alors sur un Atari 2600 sur lequel il lance le jeu Adventure afin de récupérer un easter egg. Mais à sa place, il trouve l’œuf caché par James Halliday, ultime étape d'une chasse lancée plus de cinq années plus tôt. Parzival obtient alors les pouvoirs illimités d'Anorak, qu'il utilise rapidement pour ressusciter les avatars d'Art3mis, Aech et Shoto, avec qui il a décidé de partager l'immense fortune de Halliday. Il diffuse également dans l'OASIS les preuves de la tentative d'assassinat de Nolan Sorrento sur sa personne, entraînant sa prompte arrestation. Il se déconnecte enfin de l'OASIS et rencontre Art3mis en personne, échangeant un baiser avec elle.

## Personnages
La plupart des personnages ne sont connus qu'à travers leurs avatars dans l'OASIS ; leur nom réel est néanmoins cité en premier et leur pseudonyme entre parenthèses :
- Wade Owen Watts (Parzival) : personnage principal du livre et narrateur. Orphelin de dix-huit ans vivant chez sa tante dans des piles de caravanes de la ville ravagée d'Oklahoma City, il passe la majeure partie de son temps dans une cachette, où il se connecte à l'OASIS sous le pseudonyme de Parzival. Il y effectue son cursus scolaire, sous le nom de Wade3. Parzival, en français Perceval, est un héros des Chevaliers de la Table ronde qui s'illustre dans la Quête du Graal (une sorte de Chasse à l'Œuf médiévale).
- James Donovan Halliday (Anorak) : créateur de l'OASIS, Halliday était l'homme le plus riche du monde, décédé cinq ans avant le début du récit. Grand fan de la culture des années 1980, il a consacré sa vie à la création de ce monde virtuel. À sa mort, un message vidéo annonce qu'il lègue toute sa fortune à quiconque résoudra le jeu de pistes qu'il a mis en place dans l'OASIS.
- Helen Harris (Aech) : meilleur ami de Wade, il est également à la recherche de l'œuf de Pâques caché par Halliday. De même que Wade, Aech est un étudiant mais il a cependant plus d'expérience que ce dernier dans l'OASIS car il a de l'argent, ce qui lui a permis de beaucoup voyager au sein de l'OASIS et de faire ainsi des quêtes et des combats.
- Samanta Evelyne Cook (Art3mis) : chasseuse dans l'OASIS, notamment connue pour son blog. Wade est secrètement amoureux d'elle, ce qui complique leur relation lors de la chasse à l’œuf de Halliday. Artémis est la déesse de la chasse dans la mythologie grecque.
- Toshiro Yoshiaki (Daito) et Akihide Karatsu (Shoto) : chasseurs japonais, ils forment un duo dans le but de trouver l’œuf. Ils refusent toute aide proposée par les autres protagonistes, bien qu'ils entretiennent des relations amicales avec Parzival, Aech et Art3mis.
- Ogden Morrow (Og) : cofondateur de l'OASIS, il est resté cependant distant de Halliday ces dix dernières années. Il assiste à la chasse en tant que spectateur, en espérant que la fortune de Halliday ne tombe pas entre de mauvaises mains.
- Nolan Sorrento (IOI-655321) : le directeur des opérations d'Innovative Online Industries (IOI), une multinationale qui sert de fournisseur d'accès à Internet dans la plupart des pays du monde et qui prévoit de prendre en charge et de monétiser l'OASIS.

## Œuvres citées dans le roman
Le roman cite de nombreuses œuvres de fiction, principalement des années 1970-1980, faisant partie de la « geekosphère » :
- roman :
  - Neuromancien (William Gibson, 1984) ;
- films :
  - Blade Runner (Ridley Scott, 1982),
  - Monty Python : Sacré Graal ! (Terry Gilliam et Terry Jones, 1975),
  - Wargames (John Badham, 1983),
  - Highlander (Russell Mulcahy, 1986),
  - Explorers (Joe Dante, 1985) ;
- série télévisée :
  - Supaidaman (Toei, 1978-1979) ,
  - Firefly (Joss Whedon, 2002),
  - Family ties (Gary David Goldberg, 1982-1989),
  - Star Trek,
  - Star Trek : La nouvelle génération;
- jeu de rôle
  - le module Tomb of Horrors (Gary Gygax, TSR, 1978) pour Donjons et Dragons (Gary Gygax et Dave Arneson, TSR (entreprise), 1974-) ;
- jeux vidéo :
  - Adventure (Warren Robinett, 1979),
  - Black Tiger (Capcom, 1987),
  - Dungeons of Daggorath (en) (Douglas J. Morgan et Keith S. Kiyohara, 1982),
  - Joust (John Newcomer (en), Bill Pfutzenreuter, Jan Hendricks, Python Anghelo (en), Tim Murphy et John Kotlarik, 1982),
  - Pac-Man (Tōru Iwatani, 1980),
  - Tempest (Dave Theurer (en), 1981),
  - Zork (Tim Anderson (en), Marc Blank (en), Bruce Daniels (en) et Dave Lebling, 1980) ;
- musiques :
  - 2112 (Rush, 1976),
  - Three Is a Magic Number (Bob Doroug, 1973).

## Adaptation cinématographique
Une adaptation cinématographique, réalisée par Steven Spielberg, sort en 2018 sous le titre Ready Player One.

## Suite
- Ready Player Two
- Une préquelle intitulée Ready Player Zero est en cours d'écriture[8].